# Sonido de libertad
Sonido de libertad (en inglés: Sound of Freedom) es una película dramática estadounidense basada en hechos reales de 2023, dirigida por Alejandro Monteverde. Está protagonizada por Jim Caviezel, Mira Sorvino y Bill Camp. Jim Caviezel interpreta en esta película una historia que está inspirada en la vida del activista Timothy Ballard, un antiguo agente especial en el Departamento de Seguridad Nacional de los Estados Unidos, autor, y fundador de Operation Underground Railroad.
En septiembre de 2023 alcanzó posiciones de película n.º 1 en México, Colombia, y Perú.

## Trama
En 2013, una exreina de belleza llamada Giselle, se acerca a Roberto Aguilar, un padre pobre de dos hijos de Tegucigalpa, Honduras. Ella se ofrece a firmar contratos de modelaje infantil para sus hijos pequeños, Rocío y Miguel Aguilar. Él acepta y los lleva a la "sesión de fotos", pero cuando regresa a recoger a sus hijos ve que ya no están, revelándose que los niños fueron vendidos para ser utilizados como esclavos sexuales.
En Calexico, California, Tim Ballard es agente especial de Investigaciones de Seguridad Nacional (HSI), donde arresta a personas que poseen y distribuyen pornografía infantil. El doloroso trabajo pasa un gran precio en su vida personal, y esto solo empeora cuando otro agente, Chris, señala que han arrestado a muchos depredadores de niños, pero no han logrado salvar ni a un solo niño de la explotación. Tim sabe que esto se debe a que la mayoría de ellos están fuera de los EE. UU., pero las palabras de Chris se quedan con él. Luego habla con un depredador que arrestó llamado Ernst Oshinsky, haciéndose pasar por un pedófilo. Una vez que se gana la confianza de Oshinsky, organiza una reunión con un niño víctima de trata y logra arrestar a Earl Buchanan, el hombre que compró a Miguel.
Más tarde, Tim rescata a Miguel y se hace amigo de él pidiendole información que le ayude a encontrar a los otros niños. Después, Tim se entera de que Rocío, la hermana de Miguel, sigue desaparecida y el niño le pide que la salve, por lo que hace arreglos para que Miguel regrese con Roberto, pero antes de irse, Miguel le da a Tim el collar de San Timoteo de su hermana. Inmediatamente, Tim empieza a buscar a Rocío, y su búsqueda lo lleva a Cartagena, Colombia. Al llegar se reúne con Vampiro, un ex contador del cártel que ahora trabaja para salvar a niños del tráfico sexual.
Después de leer sobre el cierre de un club de sexo infantil en Tailandia, Tim decide que esta es la fachada perfecta para adquirir una gran cantidad de niños raptados por Giselle en una operación encubierta. De otro lado, Vampiro consigue que un oficial de policía colombiano de nombre Jorge, y un ciudadano rico llamado Paulo Delgado ayuden con la misión de Tim. De otra parte, Frost, el jefe de Tim en HSI, le comunica que no puede proporcionar financiación para la operación y le pide que regrese a Estados Unidos, por lo que Tim renuncia a su puesto antes que abandonar la búsqueda de Rocío.
Más adelante, Frost logra persuadir al personal de la Embajada de Estados Unidos en Colombia para que ayude con la operación de rescate de Tim. Encubiertos, convencen a Giselle para que les venda 54 niños, logrando arrestar con éxito a todos los conspiradores liberando a los niños, pero Rocío no está entre los rescatados.
Después de interrogar a uno de los socios de Giselle, Jorge se entera que Rocío fue vendida a las Fuerzas Armadas Revolucionarias de Colombia, atrincheradas en lo profundo de la región natural del Amazonas. Tras esta revelación, Jorge le informa a Tim que no hay manera de recuperar a la niña, porque la región es en gran parte una selva virgen no cartografiada, y cualquier territorio rebelde es una zona de exclusión aérea para el gobierno colombiano. Vampiro sugiere que pueden ingresar a la región con fines médicos, lo que le da a Tim la idea de hacerse pasar por médicos para entrar en la selva, a lo que Jorge acepta a regañadientes la arriesgada operación. Ya en el territorio, Tim y Vampiro intentan entrar al lugar donde está la guerrilla, pero los rebeldes se niegan a dejar entrar a más de uno, dejando que Tim entre al área solo.
Rápidamente, Tim obtiene acceso al campamento donde está detenida Rocío y descubre que es utilizada como esclava sexual personal del líder guerrillero apodado El Alacrán ("El Escorpión") y que junto con otros miembros de la guerrilla, debe triturar hojas de coca para producir cocaína que financia la guerra rebelde contra el gobierno colombiano. En medio de la operación, Tim se ve obligado a matar a El Alacrán mientras los rebeldes lo persiguen y disparan por la selva, logrando liberar a Rocío. Antes de separarse, él le da el collar que Miguel le había dado antes, logrando que Rocio vuelva con su padre y su hermano a su hogar en Honduras.
Un epílogo afirma que Tim Ballard testificó ante el Congreso de los Estados Unidos y afirma que su testimonio dio lugar a la aprobación de leyes que exigen que el gobierno coopere con países extranjeros en las investigaciones sobre tráfico sexual. El epílogo también afirma que hoy hay más personas esclavizadas que en cualquier otro momento de la historia, incluso cuando la esclavitud era legal.

## Reparto
- Jim Caviezel como Timothy “Tim” Ballard
- Mira Sorvino como Katherine Ballard
- Bill Camp como Vampiro
- Eduardo Verástegui como Paul[8]
- Javier Godino como Jorge
- José Zúñiga como Roberto
- Kurt Fuller como Frost
- Manny Pérez como Fuego
- Gerardo Taracena como El Alacrán
- Gustavo Sánchez Parra como El Calacas
- Scott Haze como Chris
- Gary Basaraba como Earl Buchanan
- Yessica Borroto como Katy/Giselle
- Kris Avedisian como Ernst Ohinsky
- Cristal Aparicio como Rocío[9]
- Lucas David Ávila[10] como Miguel
- Samuel Livingston[11] como Simba

## Producción

### Preproducción
Jim Caviezel, antes del rodaje de la película, pasó varios días siguiendo a Timothy Ballard y aprendiendo sobre la Operación Tren Subterráneo. Pudo ir a América Latina y presenciar una operación dirigida por el propio Ballard.
Ballard fundó O.U.R después de dejar el Gobierno para combatir el problema de la esclavitud sexual. Lo fundó para darle la capacidad de realizar operaciones que no podía realizar en el Gobierno. Ahora actúa como CEO de O.U.R, que lleva a cabo operaciones en países de América Latina y Medio Oriente.
La música está compuesta por el compositor español Javier Navarrete.

### Rodaje
El rodaje comenzó en el verano de 2018. Si bien parte de Sonido de libertad se rodó en Estados Unidos (Calexico, California), la mayor parte de la película se rodó en Cartagena de Indias, con otras tomas en Barú, Santa Marta y Bogotá.
Jim Caviezel ha afirmado que esta película es el segundo papel más importante de su carrera. Lo ubica detrás de la interpretación de Jesús de Nazaret en La pasión de Cristo del año 2004. Timothy Ballard solicitó personalmente ser interpretado por Caviezel; los productores quedaron desconcertados por la solicitud y trataron de convencerlo de que seleccionara un actor que se le pareciera más. Sin embargo, Ballard se mantuvo firme y dijo que estaba afectado por los papeles de Caviezel en La pasión de Cristo y El Conde de Montecristo.

## Distribución
Durante varios años, ninguna distribuidora de films optó por comprometerse con el proyecto.  Se afirmó que los estudios y plataformas involucradas no estaban interesados en la película, hasta que finalmente Angel Studios, una distribuidora cristiana afincada en Utah, financió el proyecto a través de una campaña de crowdfunding, Angel Studios fue el distibuidor para el mercado estadounidense e internacional; en España el subdistribuidor fue A Contracorriente.

## Estreno
En Estados Unidos se estrenó el 4 de julio de 2023, en América Latina la película se estrenó en cines el 31 de agosto, y en España el 11 de octubre del mismo año.

## Recepción

### Recaudación
El 3 de julio de 2023, Deadline Hollywood informó que la película vendió $ 10 millones en preventa de boletos en 2626 salas de cine, antes de su estreno nacional el 4 de julio de 2023. Originalmente, se proyectó que la película recaudaría entre 11 y 15 millones de dólares durante su primera semana de estreno, y algunas estimaciones alcanzan los $ 20 millones. La película recaudó $ 14,2 millones en su primer día de estreno, $ 3,6 millones en el segundo y $ 3,5 millones en el tercero, para un total de martes a jueves de $ 21,3 millones, elevando las estimaciones de seis días a $ 36 millones. Continuó ganando $ 18,2 millones en su primer fin de semana (con un total de $ 40,2 millones en seis días), terminando tercero en la taquilla. 16 días después de su estreno, alcanzó la cifra de $ 100 millones.
Ocupa el puesto 10 entre las películas más taquilleras de 2023 en los Estados Unidos.

### Crítica
En el agregador de reseñas Rotten Tomatoes, la película tiene un índice de aprobación del 58% basado en 81 reseñas, con una calificación promedio de 5.9/10 y una reseña de la crítica "Sound of Freedom es un llamado a la acción efectivo y lleno de suspenso contra la trata de personas, pero no está libre de problemas en su descripción del tema sensible". En Metacritic, la película cuenta con una puntuación media ponderada de 36 sobre 100, basada en la opinión de once críticos, lo que indica «críticas generalmente desfavorables». Por su parte, el público encuestado por CinemaScore le dio a la película una calificación de «A+».
Owen Gleiberman de Variety le dio a la película una crítica positiva y escribió: «Supongamos que, como yo, no eres un teórico de la conspiración fundamentalista de derecha que busca una película de suspenso oscura y basada en la fe para ver durante el fin de semana festivo. Incluso entonces, no es necesario tener creencias extremas para experimentar Sound of Freedom como una película convincente que arroja una luz auténtica sobre uno de los horrores criminales cruciales de nuestro tiempo, uno que Hollywood ha evitado en su mayoría».
Miles Klee, de Rolling Stone, hizo una reseña más crítica y escribió: «Sound of Freedom es una experiencia que revuelve el estómago, que fetichiza la tortura de sus víctimas infantiles y se detiene en los exuberantes preludios de su abuso sexual. A veces tenía la incómoda sensación de que yo mismo podría ser arrestado solo por sentarme a verlo... Saber que miles de adultos absorberán... este sueño de fiebre vigilante y saldrán pensando que están mejor informados sobre una crisis civilizatoria oculta... bueno, es profundamente deprimente. Aun así, querrán correr la voz». Nick Allen de RogerEbert.com también fue negativo: «Sound of Freedom es un aburrimiento solemne y prolongado con una postura narrativa no particularmente audaz: preocuparse por la seguridad de los niños es aproximadamente la causa más fácil para cualquier ser humano remotamente decente... Pero mientras está tan comprometida con tal solemnidad y sufrimiento, la narración truncada de los coguionistas Monteverde y Rod Barr se niega a desarrollar sus ideas o personajes o agregar más intensidad a la búsqueda lenta-lenta-lenta de Ballard de dos niños en particular —Miguel de Lucas Ávila y Rocío de Cristal Aparicio—, cuyos rostros lo atormentan».

### Estrategias de venta de entradas
Angel Studios ha recurrido a una publicidad persuasiva con el propósito de vender boletos; para ello, han recurrido a la venta de boletos a través de la plataforma Pay it Forward, con el propósito de que las personas interesadas en este filme compren boletos para «personas que no puedan adquirir un boleto», lo cual ha contribuido a que la producción fuera considerada una de las películas más taquilleras del 2023, a pesar de que se estima que un considerable número de esos boletos no equivalen a un mismo número de personas que asistieron a ver la película, diversas fuentes y usuarios en redes sociales han reportado salas medio llenas o prácticamente vacías en funciones que se suponían casi llenas.

#### Marketing en Hispanoamérica
Tácticas similares han sido empleadas para su desempeño en Hispanoamérica, la versión de Sonido de Libertad estrenada en México incluye una participación del productor Eduardo Verástegui en una escena poscréditos en la cual invita a los espectadores a comprar más entradas para la película a través de un código QR que aparece en pantalla —el cual es el mismo mensaje de su versión en Estados Unidos, pero en su lugar es leído por Jim Caviezel)— a través de la cual se pueden comprar boletos que serían regalados —a los cuales se les ha dado el nombre de «favores»— a través de la plataforma Pay it Forward, lo cual pone en duda el verdadero éxito en taquilla del filme dado que ha sido notorio el apoyo de grupos y comunidades conservadores;a través de la página oficial de Angel Studios se han entregado más de 30,000 boletos(lo cual supera en un 1,500% la cantidad objetivo de 2000 boletos).
Del mismo modo y aún a pesar del éxito que Sonido de libertad ha tenido en México, existen entidades a favor de la producción que han proliferado el falso rumor de que existe un supuesto «bloqueo» o censura "por parte de las élites" un ejemplo claro fue una supuesta "censura" por parte de Cinépolis hacia la película, lo cual llevó a la creación de una campaña a través del sitio web Actívate, aunque Cinépolis ya había confirmado que presentaría la película en sus salas en el país y ya había vendido las primeras funciones.

### Malentendido con la supuesta censura de la película
La película Sonido de Libertad generó controversia al ser acusada de usar estrategias de publicidad engañosa por ser retratada como "la película que la élite no quiere que veas", la cual bajo este argumento ha convencido a diversos medios, personalidades, usuarios de redes sociales y figuras religiosas tanto en Estados Unidos como en Latinoamérica, de que Sonido de Libertad estaba siendo objeto de una supuesta censura por parte de Hollywood, la "élite progresista" y medios distribuidores estadounidenses para impedirle llegar a más públicos.Verástegui, productor de la cinta, aclaró la situación en unas declaraciones donde explicó que realizó el contrato de distribución con Fox Latinoamérica, para ser distribuida cuando la película estuviera lista. Más tarde Disney adquiere la 21st Century Fox, por lo que Versategui al mostrarles la película, el nuevo grupo no le veía potencial. Verastegui indicó que, después de un año de negociaciones, y tras conversar con varias personas de Disney, logró recuperar los derechos de la película, y en ese momento empezó a buscar otros estudios.

### Exactitud
La película se inspiró en la vida de Tim Ballard, quien renunció al Departamento de Seguridad Nacional alrededor de 2013 y fundó Operation Underground Railroad para trabajar con la policía local de otros países para atrapar a los traficantes sexuales de niños. El punto central de la trama de la película, el de un hermano y una hermana atraídos a una sesión fotográfica en Honduras, no es un evento que Ballard haya afirmado que realmente sucedió. Según los reporteros del American Crime Journal, Ballard embelleció los detalles sobre la historia contada en la película para no apegarse tanto a la versión real.
Ballard afirmó que «de algunas cosas definitivamente se informa en exceso». No fue solo a la jungla para rescatar a una niña ni mató a un hombre para rescatar a un niño. Según Ballard, en la Operación Triple Take de rescate de la isla participaron tanto menores como adultos, mientras que la película retrata a todas las víctimas como niños. Ballard afirmó que su equipo no sólo rescató a 54 menores, sino a 123 personas.

### Supuestos nexos con teorías conspirativas
Una de las razones detrás del gran éxito del filme en Estados Unidos es el clima político y la ferviente creencia por partidarios del Partido Republicano y seguidores del expresidente Donald Trump en teorías conspirativas, principalmente por la de QAnon en la cual se cree que partidarios del partido demócrata y las élites de Hollywood dirigen una cábala secreta de traficantes de niños; mientras el filme y su producción no han realizado alegorías específicas que apunten a este tipo de conspiraciones, la misma paranoia colectiva por una supuesta ola de robo de niños en aumento generada por Qanon elevaron la popularidad de Timothy Ballard y su organización dentro de este movimiento. El mismo expresidente Donald Trump ofreció una proyección privada en su club de golf de Bedminster, Nueva Jersey en compañía de Tim Ballard, Jim Caveziel, y Eduardo Verástegui el pasado 20 de julio de 2023. El mismo Eduardo Verástegui agradeció a Donald Trump el apoyo al mensaje promovido por su película a través de su cuenta official de Twitter.
Más allá de que la distribuidora de la película haya negado conexiones entre la producción y la política, el 19 de agosto pasado Sound of Freedom se proyectó en una función especial en Argentina, un evento que contó con la presencia de dos figuras de la derecha nacional, Javier Milei y Victoria Villarruel. A pesar de que la historia en sí misma no tiene ninguna postura política explícita, ha sido aprovechada por la derecha como un punto de encuentro.
Mientras los ejecutivos de Angel Studios han rechazado públicamente cualquier asociación con conspiraciones como la de QAnon, figuras principales dentro del filme han promovido temas alusivos a la misma, específicamente la falsa acusación de que las élites perpetúan el abuso de menores con el propósito de extraer adenocromo de su sangre, lo cual fue propuesto por Jim Caviezel en una reunión pública virtual que tuvo con otros miembros creyentes de QAnon y otras conspiraciones relacionadas con la Covid el 8 de abril de 2021. Por su parte, Tim Ballard, a pesar de haber mencionado que no es partidario de dichas ideologías, sí manifestó ser creyente de que existe la cosecha de adrenocromo, en una entrevista con el podcaster de derecha Jordan Peterson. Las declaraciones de Ballard y Caviezel tuvieron un gran impacto en cómo fue recibido este filme. De este modo, creyentes de QAnon tenían un interés anticipado por el lanzamiento de esta película por una manera de atraer a más personas hacia sus ideologías.
Por otro lado, el director de Sonido de Libertad, Alejandro Monteverde, ha reiterado que lamenta la conexión de su filme con teorías conspirativas, asegurando a medios como Variety que este tipo comentarios públicos han «arruinado su obra». Cabe resaltar que la película fue terminada en 2015 (dos años antes de que QAnon ganara notoriedad en redes estadounidenses), de modo que Monteverde no tendría ningún control de la publicidad o los nexos que esta haya generado.